# فرناندو تشارلستون
فرناندو تشارلستون (بالإسبانية: Fernando Charleston)‏ هو سياسي مكسيكي، ولد في 13 أكتوبر 1976 في المكسيك. حزبياً، نشط في الحزب الثوري المؤسساتي. وقد انتخب عضو مجلس النواب المكسيك.